# Elpidia Carrillo
Elpidia Carrillo (født 16. august 1961 i Parácuaro, Michoacán i Mexico) er en mexicansk skuespillerinde, der har optrådt i adskillige succesrige Hollywoodfilm. Hun er også krediteret som Elpedia Carrillo i nogle af hendes film.
Hendes mest berømte rolle til dato er indiskutabelt "Maria" filmen Salvador (1986), hvor hun spillede sammen med James Woods, selvom mange primært husker hende for rollen som Anna Utani i Predator (1987) med Arnold Schwarzenegger i hovedrollen. Hun har også arbejdet sammen med Jimmy Smits og mange andre stjerner.